# Neptis thawgawa
Neptis thawgawa är en fjärilsart som beskrevs av Robert Christopher Tytler 1940. Neptis thawgawa ingår i släktet Neptis och familjen praktfjärilar. Inga underarter finns listade i Catalogue of Life.